# Haplogrup mitocondrial humà L2
L'haplogrup mitocondrial humà L2 és un haplogrup humà que es distingeix per l'haplotip dels mitocondris.
L'haplogrup L2 és originari de l'Àfrica subsahariana, on es troba present en aproximadament un terç de la gent. Es creu que es va diferenciar fa aproximadament uns 70.000 anys de la línia del haplogroup L1.

## Subdivisions
L2 té quatre grans subgrups: L2a, L2b, L2c, i L2d.

### Haplogrup L2a
El subgrup més comú del L2 subgrup, també és el més comú entre els afroamericans.